# فورنو کاناوزه
فورنو کاناوزه (به ایتالیایی: Forno Canavese) یک کومونه در ایتالیا است که در استان تورین واقع شده‌است.

## خصوصیات
فورنو کاناوزه ۱۶٫۷ کیلومترمربع مساحت و ۳٬۶۹۱ نفر جمعیت دارد و ۵۸۴ متر بالاتر از سطح دریا واقع شده‌است.